# Pískovna u Chárovny
Bývalá pískovna u Chárovny je vodní plocha o výměře 8,55 ha nalézající se asi 0,5 km východně od obce Pamětník vzniklá po těžbě štěrkopísku v 70. letech 20. století. V současnosti je využívána místní organizací Českého rybářského svazu Chlumec nad Cidlinou jako rybářský revír. Místní organizace vlastní klubovnu na řehu písníku.

## Galerie

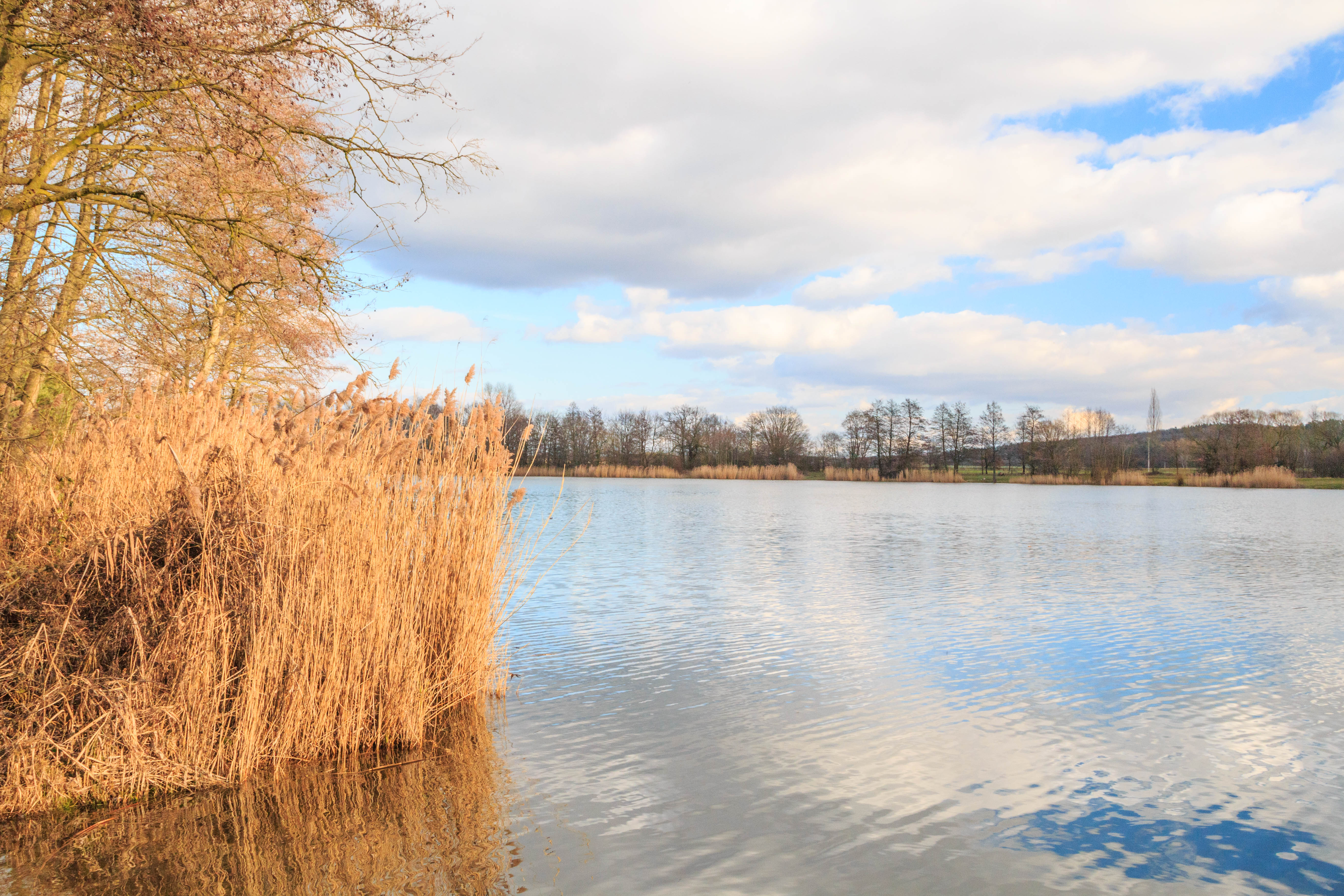
bývalý písník u Chárovny
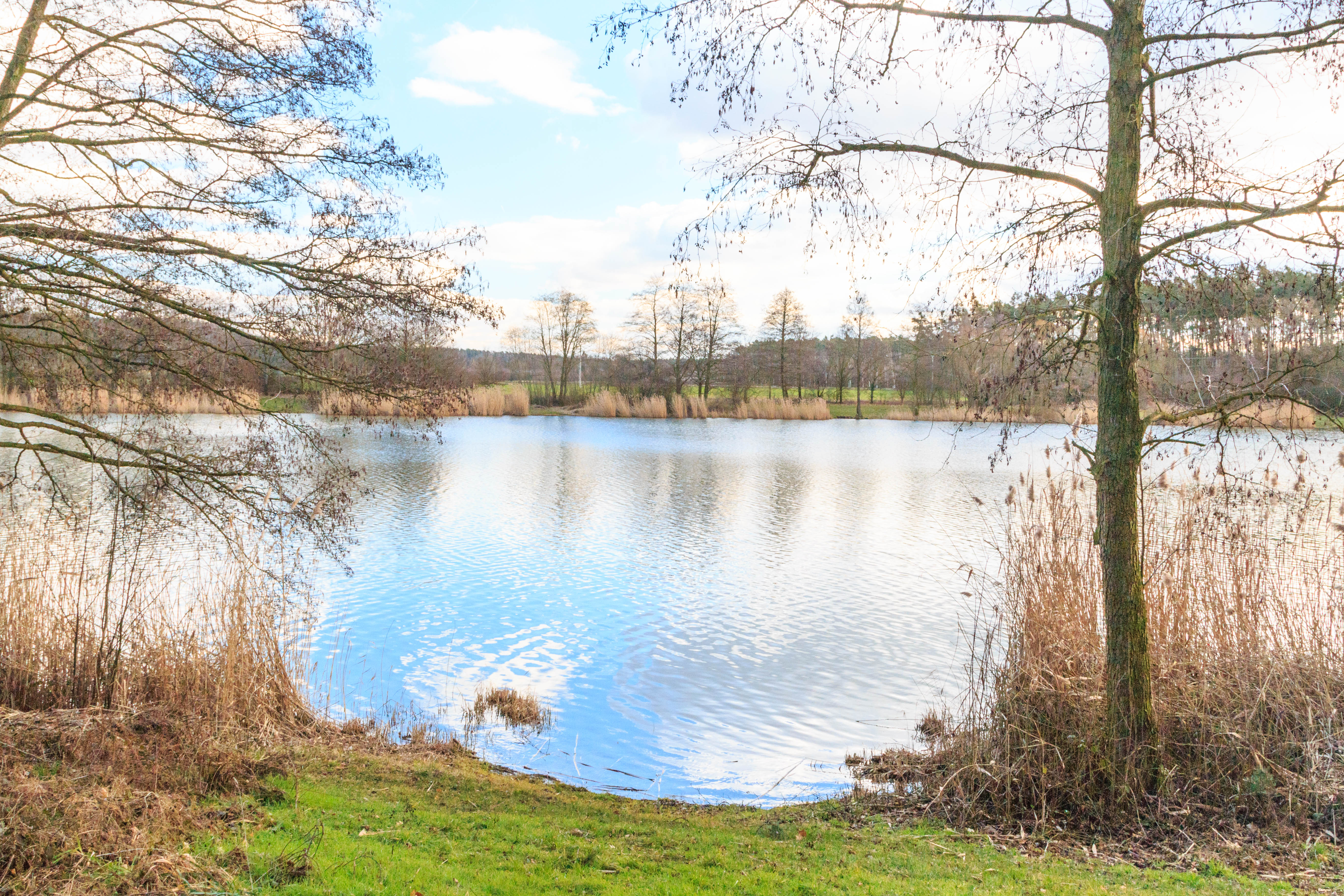
bývalý písník u Chárovny
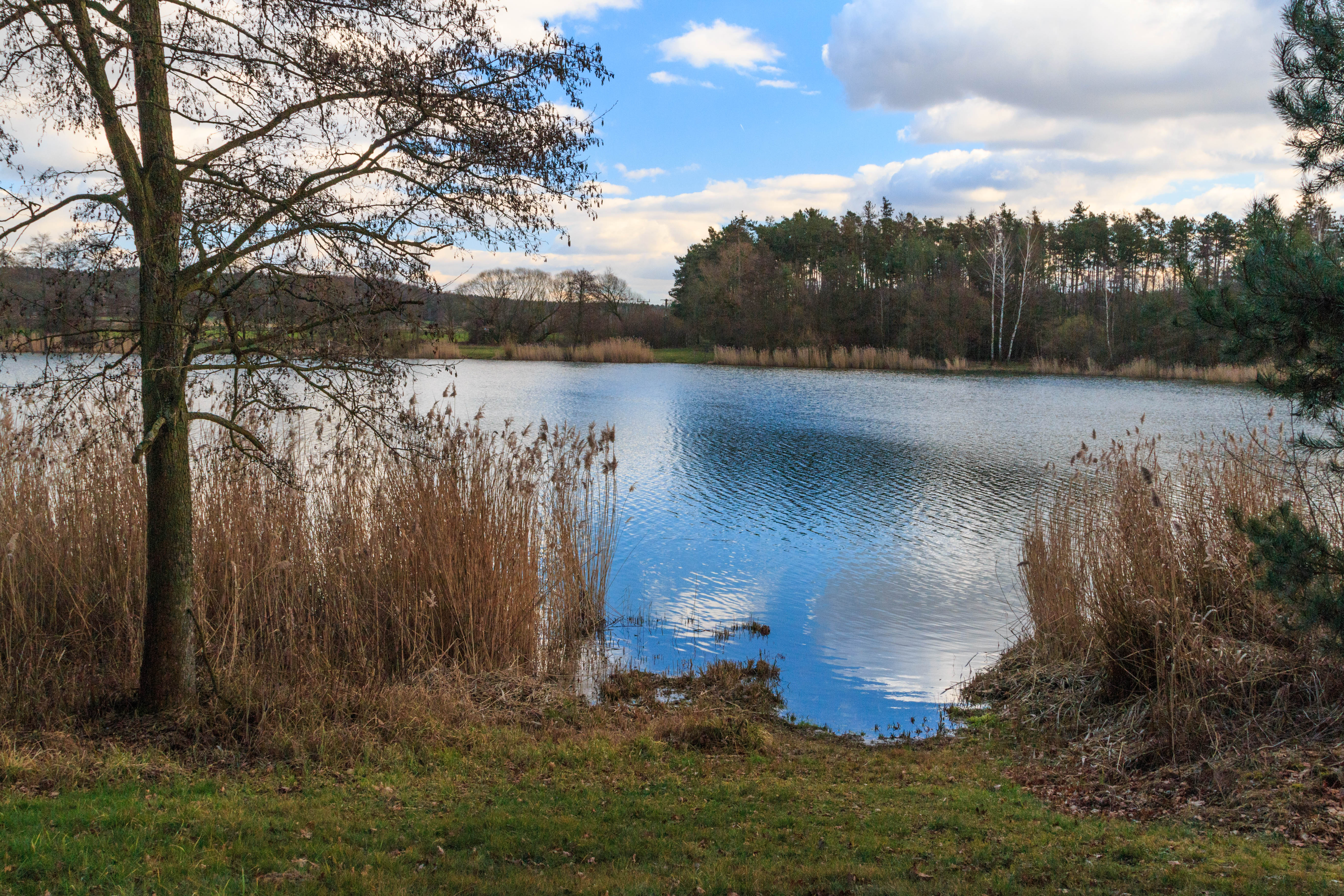
bývalý písník u Chárovny
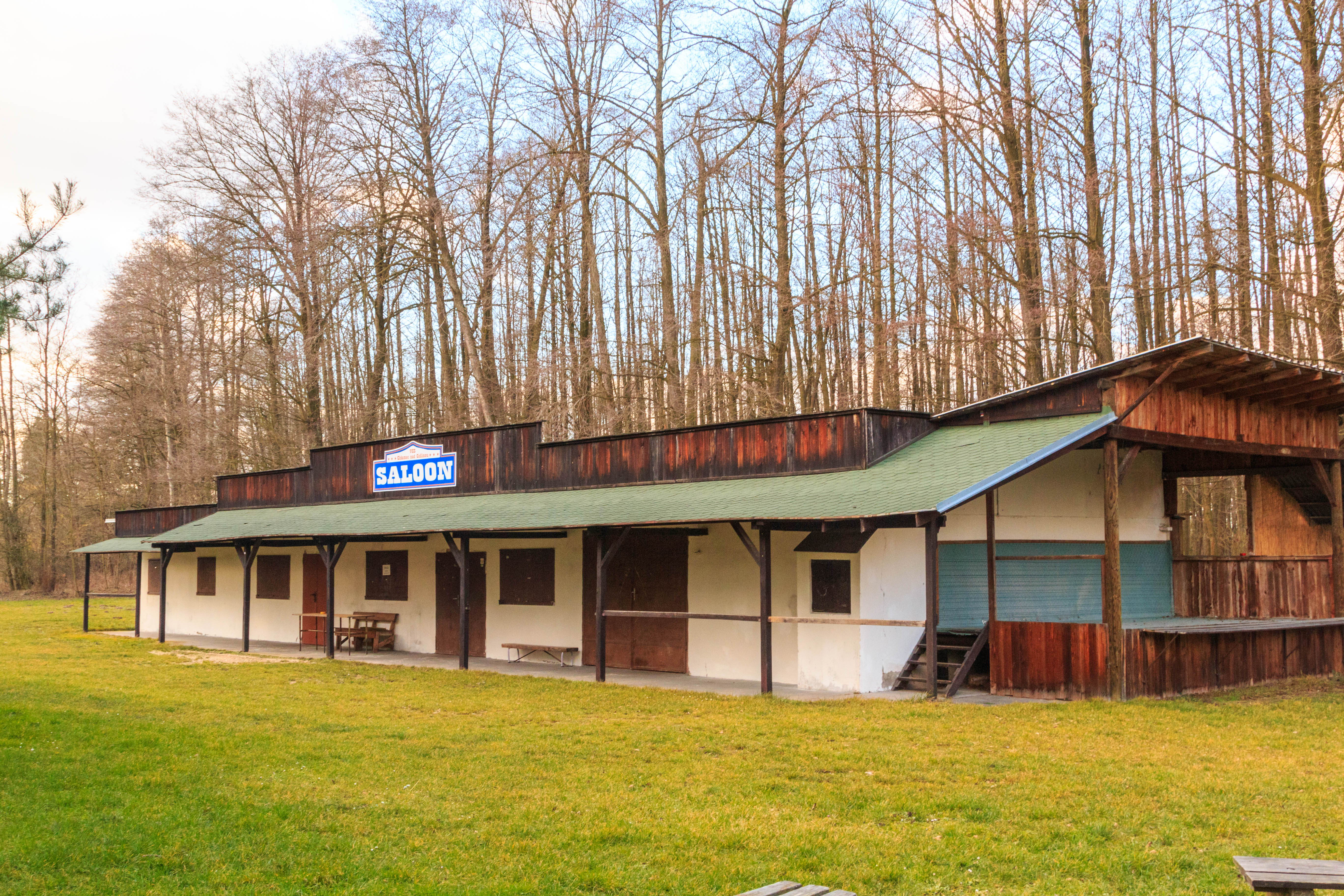
bývalý písník u Chárovny – rybářská klubovna